# Tughlaqabad
Tughlaqabad (Hindi: तुग़लक़ाबाद क़िला, Urdu: تغلق آباد قلعہ Tughlaqabad) est une ancienne ville fortifiée, troisième ville successive construite dans ce qui est l'enceinte du Delhi actuel. Il en reste des vestiges, particulièrement de sa citadelle, (le Qila) au sud de Delhi (Inde)

## Historique
La construction de Tughlaqabad débute en 1321 par la volonté de Ghiyath al-Din Tughlûq. À sa mort en 1325, il est enterré dans le mausolée construit au sud. Son fils poursuit les travaux en ajoutant au sud-est une forteresse supplémentaire appelée Adilabad ou Muhammadabad.

## Description
Le site est construit sur une éminence rocheuse dont il épouse les contours. La ville occupe la majeure partie de l’espace vers le nord ; elle est aujourd’hui en grande partie sur-bâtie par le village de Tughlaqabad. Le palais et la citadelle occupent le côté sud-ouest et bordent une légère dépression qui était à l’époque de la construction un lac, désormais asséché. Une chaussée part de la jonction entre le palais et la citadelle en direction du sud jusqu’à une fortification indépendante abritant la tombe de Ghiyath al-Din Tughlûq, qui était donc anciennement un îlot sur le lac. Au sud-est se trouve la forteresse d’Adilabad.
Le périmètre de l’enceinte extérieure est d’environ 6,5 km, les murs mesurant entre 10 et 15 m de haut du côté extérieur. À intervalles réguliers de 50 ou 100 m selon les endroits se trouvent des tours semi-circulaires qui saillent fortement de l’enceinte, mais font la même hauteur que celle-ci. L’ensemble des fortifications est construit de la même manière, en blocage de moellons avec des parements appareillés, le tout couvrant un imposant talus leur donnant une forme de pain de sucre, notamment en ce qui concerne les tours. Les murs sont construits au sommet des talus maçonnés ainsi créés. Ils comportent d’étroites fausses braies de moins de 2 m de large précédent la courtine, qui les surplombent.
Le parapet des fausses braies est percé de meurtrières permettant alternativement le tir vers le pied des murs et le tir à distance. La courtine est quant à elle percée d’une première rangée de meurtrières sur trois niveaux : le premier correspond à une galerie couverte et se trouve juste au dessus du parapet des fausses braies, les deuxièmes et troisièmes sont utilisables depuis le chemin de ronde et permettent de tirer respectivement vers le bas et vers l’avant.

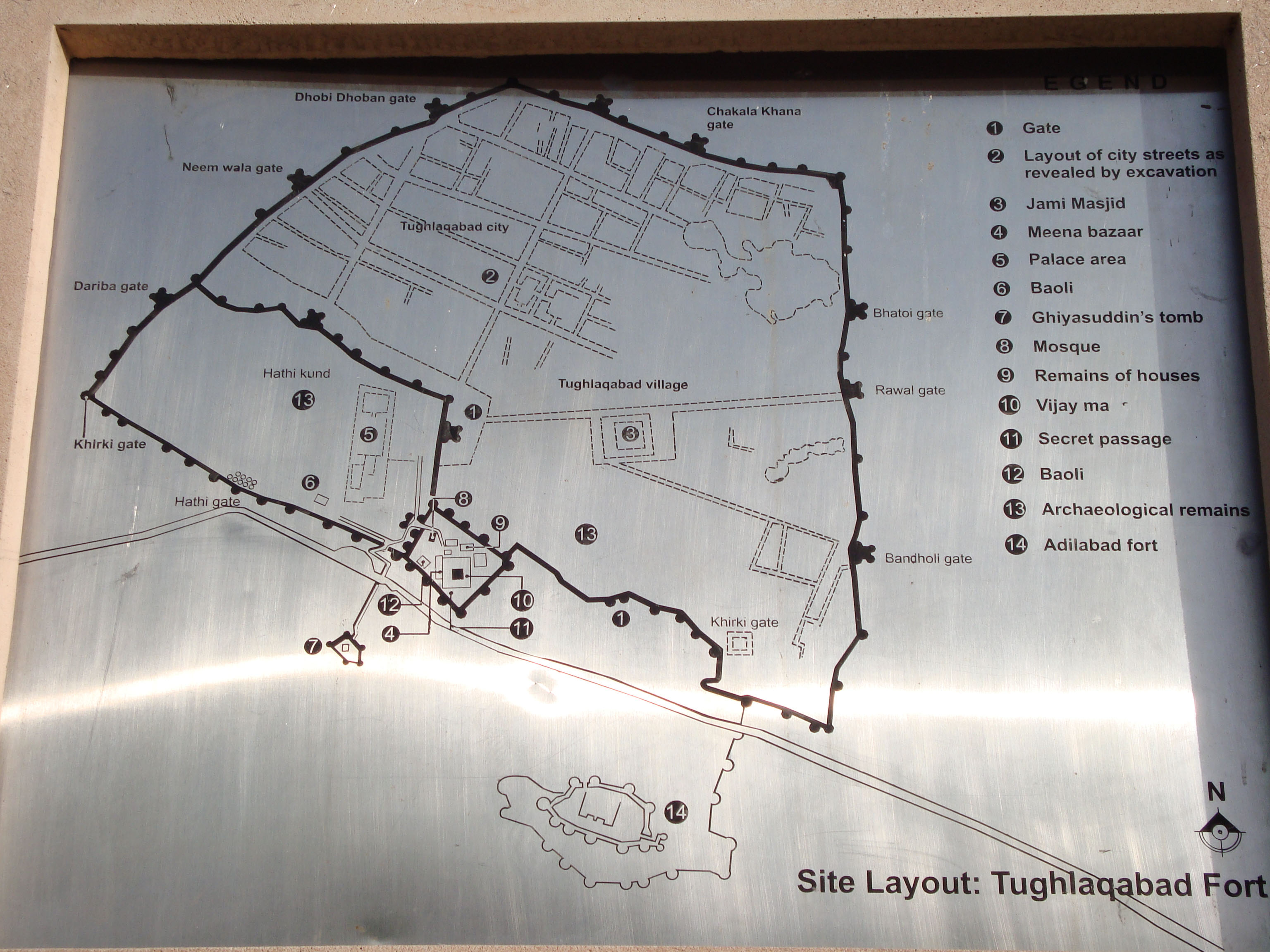
Plan général du site.
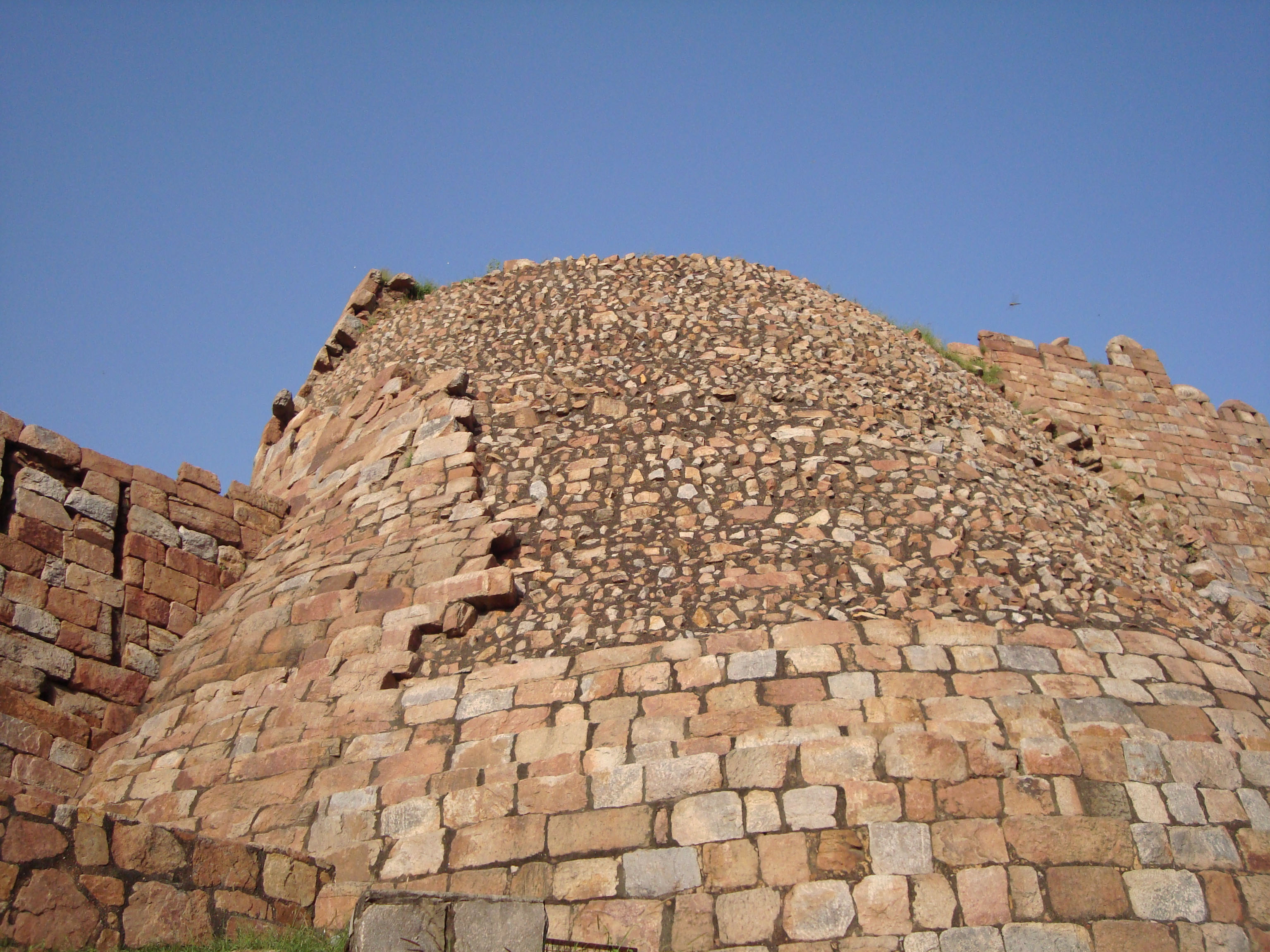
La disparition des pierres de taille du parement permet de voir le cœur en blocage de moellons.
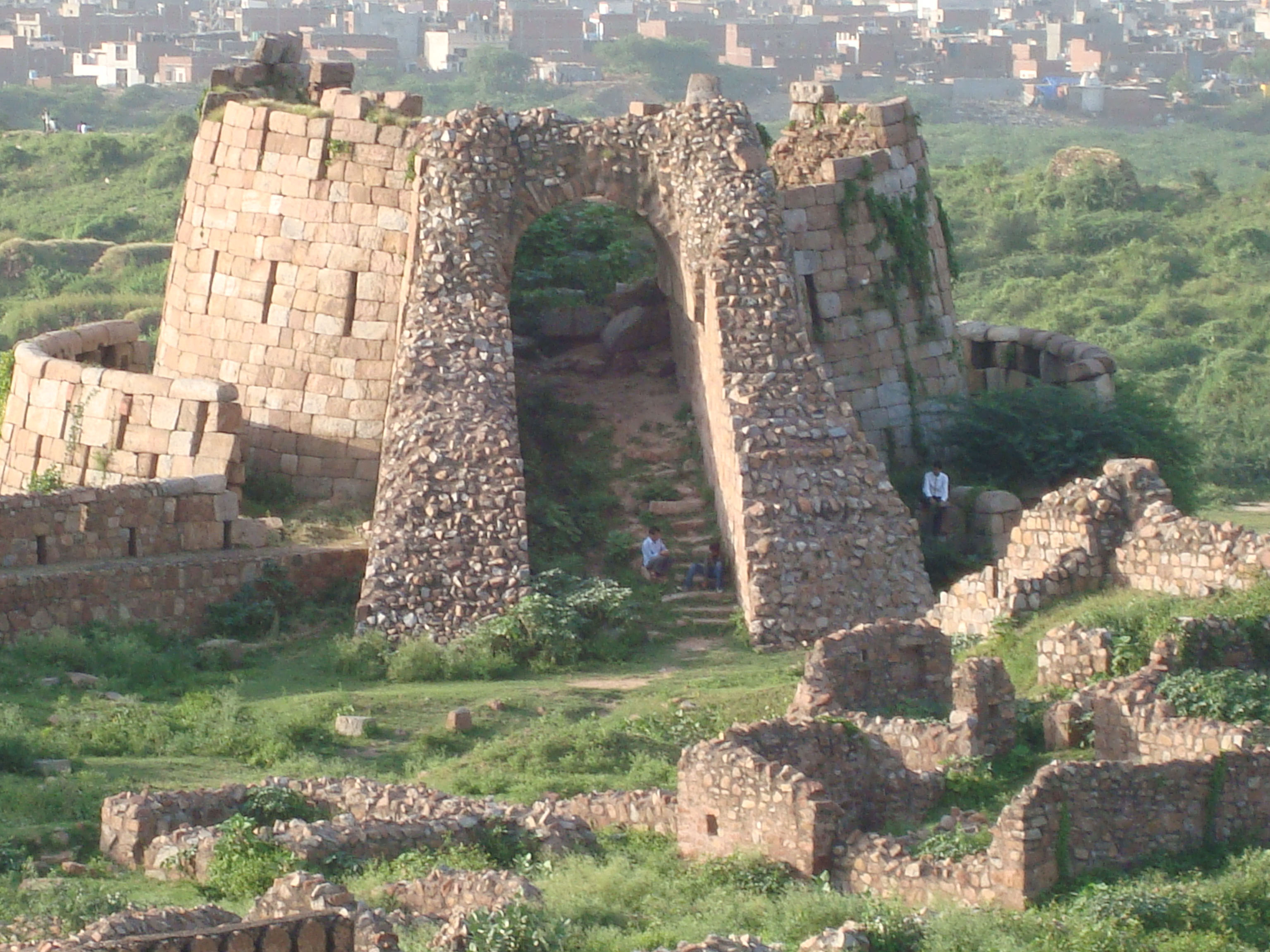
Une des tours de l’enceinte, avec la fausse braie qui l’enserre.